# Сараскина, Людмила Ивановна
Людми́ла Ива́новна Сара́скина (род. 12 февраля 1947, Лиепая) — советский и российский литературовед и литературный критик, специалист в области творчества Ф. М. Достоевского и А. И. Солженицына, русской литературы XIX—XXI веков. Доктор филологических наук.

## Биография
Окончила филологический факультет Кировоградского педагогического института (1969). В 1969—1972 годах — ассистент кафедры русского языка и литературы Кировоградского педагогического института.
В 1972—1974 годах — преподаватель-почасовик кафедры русской литературы Московского государственного педагогического института. В 1974—1976 младший научный сотрудник Отдела теории книговедения Государственной Библиотеки СССР имени В. И. Ленина. В 1976 году окончила аспирантуру Московского государственного педагогического института и защитила диссертацию на соискание учёной степени кандидата филологических наук по теме «Развитие повествовательных форм в творчестве Достоевского».
В 1976—2001 годах — младший (затем старший, затем ведущий) научный сотрудник сектора литературы Научно-исследовательского института художественного воспитания АПН РСФСР (с 1998 Институт художественного образования Российской академии образования).
Доктор филологических наук (1993), диссертация по монографии «„Бесы“: роман-предупреждение».
В 2001—2012 годах — ведущий, а с января 2012 года — главный научный сотрудник Государственного института искусствознания.
Автор многих книг, около 400 научных и публицистических статей, редактор многих сборников статей. Член Международного общества Ф. М. Достоевского, член правления Российского общества Ф. М. Достоевского. Член редакционного совета альманаха «Достоевский и мировая культура», член редколлегии ежегодника «Достоевский и современность». Член Союза российских писателей и Союза писателей Москвы (с 1992). Член жюри премии А. Солженицына (с 1997).
Вспоминала, что начало её публицистическому импульсу положило появление в годы Перестройки в печати статьи Нины Андреевой «Не могу поступаться принципами»; однако в 1994 году Сараскина, как высказывалась сама, «резко порвала и ушла из всей прессы, ушла в книги. И поняла, что единица литературной жизни — это не заметка, это не статья, это не интервью, а это — книга. И я ушла в книги с 1994 года, по принципиальным соображениям порвала с прессой».

## Награды
- Премия журнала «Октябрь» (1988).
- Премия «Большая книга» (2008) за книгу «Александр Солженицын».
- Премия «Ясная Поляна» (2008) в номинации «XXI век» — за книгу «Александр Солженицын».

## Книги

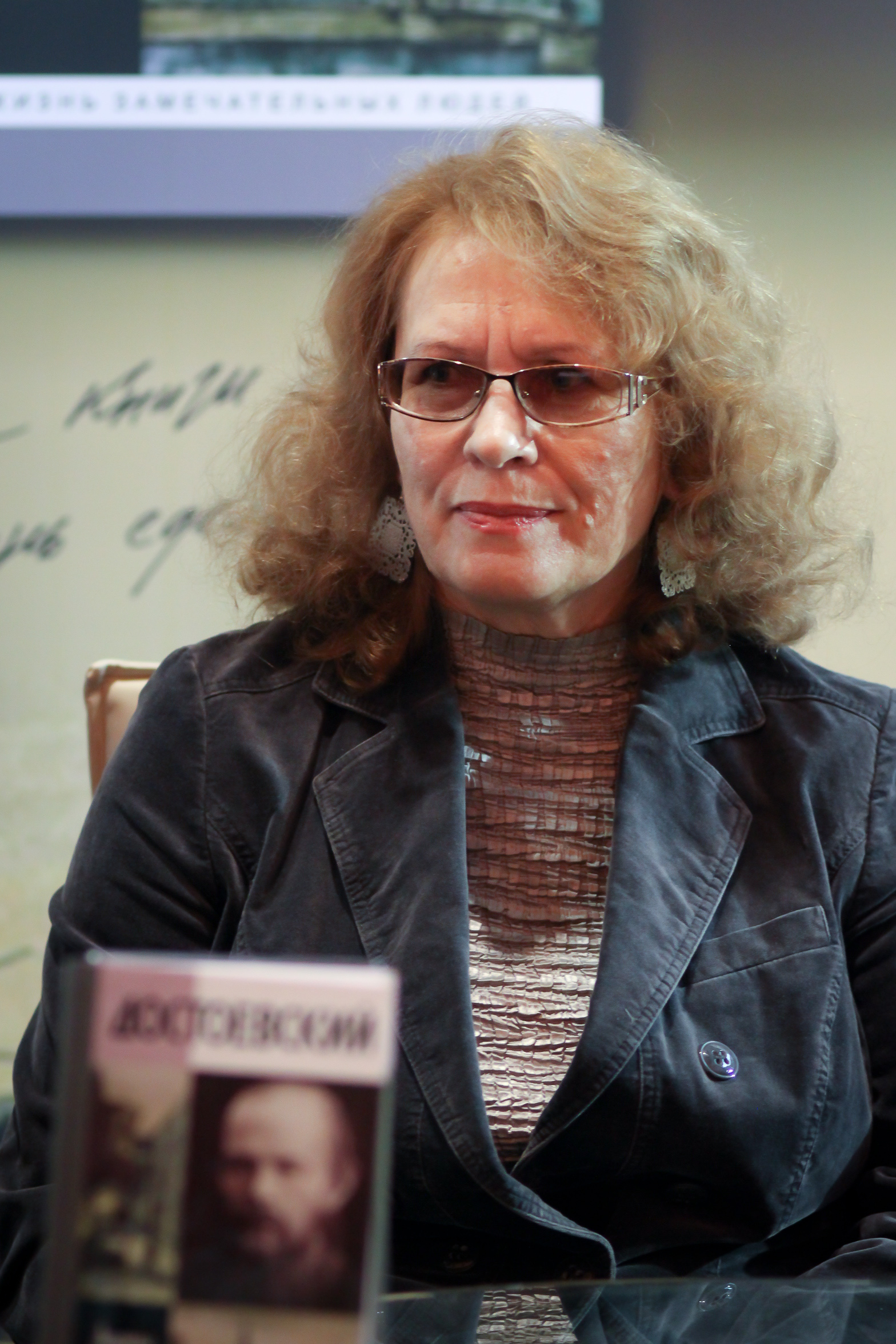
Презентация книги «Достоевский» на ММКВЯ-2011

- «Не ме́чем, а духом» (Русская литература о войне и мире). — М.: Знание, 1989. — 64 с.
- «Бесы»: роман-предупреждение. — М.: Советский писатель, 1990. — 480 с.
- Возлюбленная Достоевского. Аполлинария Суслова: биография в документах, письмах, материалах. — М.: Согласие, 1994. — 456 с.
- Фёдор Достоевский. Одоление демонов. — М.: Согласие, 1996. — 464 с.
- Николай Спешнев. Несбывшаяся судьба. — М.: Наш дом — L’Age d’Homme, 2000. — 536 с.
- Граф Н. П. Румянцев и его время. — М.: Наш дом — L’Age d’Homme, 2003. — 168 с.
- Достоевский в созвучиях и притяжениях (от Пушкина до Солженицына). — М.: Русский путь, 2006. — 608 с.
- Sergej Fudel': Messaggi dal km 101. — Milano: La Casa di Matriona, 2007. — 275 с. [В соавторстве с о. Николаем Балашовым] (итал.)
- Fiodor Dostoïevski. Une victoire sur les Démons. Traduit du russe par Bruno Bisson. — Lausanne-Paris: L’Age d"Homme, 2008. — 382 p. ISBN 978-2-8251-1474-2 (фр.)
- Александр Солженицын. — М.: Молодая гвардия, 2008. — 935 с. — (ЖЗЛ: Биография продолжается; вып. 15). — ISBN 978-5-235-03102-9..
- Солженицын. — М.: Молодая гвардия, 2009. — 959 с. — (Жизнь замечательных людей; вып. 1175). — ISBN 978-5-235-03245-3..
- Путь Солженицына в контексте Большого Времени: Сборник памяти: 1918—2008 / сост., подг. текста и общ. ред. Л. И. Сараскиной. — Русский путь, 2009. — 480 с. — ISBN 978-5-85887-319-8.
- Испытание будущим. Ф. М. Достоевский как участник современной культуры. — М.: Прогресс-Традиция, 2010. — 600 с. — ISBN 978-5-89826-322-5. ISBN 978-5-89826-322-5. ISBN 978-5-89826-322-5. ISBN 978-5-89826-322-5. ISBN 978-5-89826-322-5.
- Сергей Фудель. — 2-е изд., испр. и доп. — Русский путь, 2011. — 256 с. — ISBN 978 5-85887-368-6. — в соавторстве с протоиереем Николаем Балашовым
- Достоевский. — М.: Молодая гвардия, 2011. — 825 с. — (Жизнь замечательных людей; выпуск 1320). — ISBN 978-5-235-03458-7.
- Фудель С. И. Наследство Достоевского. 3-е изд., испр. и доп. / Сост., вступ. ст. и коммент. Л. И. Сараскиной. М.: Русский путь, 2016. 340 с.
- Солженицын и медиа в пространстве советской и постсоветской культуры. — М.: Прогресс-Традиция, 2014. — 608 с.
- Литературная классика в соблазне экранизаций. Столетие перевоплощений. — М.: Прогресс-Традиция, 2018. — 584 с., ил. — ISBN 978-5-89826-514-4
- Достоевский и предшественники. Подлинное и мнимое в пространстве культуры. — М.: Прогресс-Традиция, 2021. — 544 с. — ISBN 978-5-89826-599-1
- Аполлинария Суслова. — М.: Молодая гвардия, 2022. — 439[9] с.: ил. — (Жизнь замечательных людей)

## Учебные и методические пособия
- Изучение личности на уроках чтения в начальной школе. Методические рекомендации к проведению опытно-экспериментальной работы в 1-3 классах. — М.: АНП. 1983. — (9 п. л.).
- Региональная программа изучения жизни и творчества Ф. М. Достоевского в 3-11 классах школ г. Старая Русса и Старорусского района. Пояснительная записка. Методическое обеспечение. Принципы работы. — М.; Старая Русса, 1995. — 92 с.

## Статьи
- Вдали от сигнальных огней. «Преступление и наказание», режиссер Дмитрий Светозаров, «Бесы», режиссер Феликс Шультесс // Искусство кино, № 1, январь 2008.
- Воззвание А. Солженицына «Жить не по лжи!»: традиция, современный комментарий // Докл. на Межд. коллоквиуме «Наш современник Александр Солженицын», Париж, Коллеж Бернардэн, 19—21 марта 2009. — С. 1—11.